# Ярославцев, Сергей Иванович
Серге́й Ива́нович Яросла́вцев (6 июля 1921, Томск — 12 января 1986, Тирасполь) — участник Великой Отечественной войны, командир танка 257-го танкового батальона 108-й танковой бригады 9-го танкового корпуса 1-го Белорусского фронта, Герой Советского Союза.

## Биография
Родился 6 июля 1921 года в городе Томске в семье служащего. Русский.
С 1924 года жил на станции Яшкино, ныне Кемеровской области. Окончил среднюю школу. Работал учителем.
В сентябре 1940 года был призван в Красную армию Яшкинским равоенкоматом. Служил в танковых войсках в 28-й танковой дивизии Белорусского военного округа. Участник Великой Отечественной войны с июня 1941 года. Воевал на Западном, Калининском и 1-м Белорусском фронтах.
В первые дни войны участвовал в тяжёлых оборонительных боях под городами Барановичи, Осиповичи, Минск, Могилев. Сражался в окружении, отступал на восток, при прорыве из окружения был тяжело ранен. После госпиталя в составе 360-й стрелковой дивизии принял участие в контрнаступлении под Москвой, был снова ранен. Провёл в госпитале почти год. После выздоровления был направлен в Полтавское танковое училище, эвакуированное тогда в город Мары (Туркменистан).
На фронт вернулся в октябре 1944 года. Боевой путь продолжил командиром танка «Т-34» 257-го танкового батальона 108-й танковой бригады. Отличился при освобождении Польши.
С 14 по 26 января 1945 года в наступательных боях в районе польских городов Шидловец, Томашув, Лодзь, экипаж танка младшего лейтенанта Ярославцева уничтожил 2 танка Т-IV, 20 автомашин, 6 противотанковых орудий, 2 бронетранспортёра, истребил до 30 фашистов. Действуя в разведке, доставлял ценные сведения о противнике.
При подходе к реке Варта на своём Т-34 вырвался вперёд и, уничтожив охранение, захватил переправу. Отбивая контратаки противника, удержал переправу до подхода основных частей. В этом неравном бою он уничтожил 4 противотанковых орудия, 12 автомашин, танк и до 40 гитлеровцев.
Действуя в разведке, дерзко ворвался в населённый пункт Ярычев, занятый врагом, передал командованию ценные сведения. Когда танк был подбит, экипаж 18 часов вёл героический бой, отбивая атаки фашистов, пока не подошли другие танки. За это время танкисты уничтожили 2 противотанковых орудия, 10 автомашин и до 170 гитлеровцев.
Указом Президиума Верховного Совета СССР от 27 февраля 1945 года за образцовое выполнение боевых заданий командования на фронте борьбы с немецко-фашистскими захватчиками и проявленные при этом мужество и героизм младшему лейтенанту Ярославцеву Сергею Ивановичу присвоено звание Героя Советского Союза с вручением ордена Ленина и медали «Золотая Звезда» (№ 8893).
После войны продолжил службу в армии. Служил в Киевском военном округе командиром танкового взвода, роты, начальником штаба учебного батальона. Член ВКП(б) с 1947 года. В 1949 и 1954 годах окончил курсы усовершенствования командного состава. С 1963 года подполковник Ярославцев в запасе.
Жил в городе Тирасполе Молдавской ССР (ныне — столица Приднестровской Молдавской Республики). Работал наладчиком на Электроаппаратном заводе. Скончался 12 января 1986 года.

## Память
- Похоронен на кладбище «Дальнее» города Тирасполя.

## Награды
- Медаль «Золотая Звезда» Героя Советского Союза;
- орден Ленина;
- орден Отечественной войны I степени;
- орден Красной Звезды;
- медали.